# Bughea de Jos, Argeș
Bughea de Jos este o comună în județul Argeș, Muntenia, România, formată numai din satul de reședință cu același nume.

## Așezare
Comuna se află în nord-estul județului, în Muscelele Argeșului, pe malurile râului Bughea. Este străbătută de șoseaua județeană DJ732C, care o leagă spre est de Câmpulung (unde se termină în DN73) și spre sud-vest de Godeni (unde se intersectează cu DN73C) și Schitu Golești (unde se termină în DN73).

## Demografie
Componența etnică a comunei Bughea de Jos
     Români (81,42%)
     Romi (12,1%)
     Alte etnii (0,1%)
     Necunoscută (6,37%)
Componența confesională a comunei Bughea de Jos
     Ortodocși (89,05%)
     Alte religii (3,97%)
     Necunoscută (6,98%)
Conform recensământului efectuat în 2021, populația comunei Bughea de Jos se ridică la 2.950 de locuitori, în creștere față de recensământul anterior din 2011, când fuseseră înregistrați 2.862 de locuitori. Majoritatea locuitorilor sunt români (81,42%), cu o minoritate de romi (12,1%), iar pentru 6,37% nu se cunoaște apartenența etnică. Din punct de vedere confesional, majoritatea locuitorilor sunt ortodocși (89,05%), cu o minoritate de creștini de rit vechi (0,71%), iar pentru 6,98% nu se cunoaște apartenența confesională.

## Politică și administrație
Comuna Bughea de Jos este administrată de un primar și un consiliu local compus din 13 consilieri. Primarul, Bogdan Oancea[*], de la Partidul Social Democrat, este în funcție din 1 noiembrie 2024. Începând cu alegerile locale din 2024, consiliul local are următoarea componență pe partide politice:
|  | Partid                          | Consilieri | Componența Consiliului | Componența Consiliului | Componența Consiliului | Componența Consiliului | Componența Consiliului | Componența Consiliului | Componența Consiliului |
|  | ------------------------------- | ---------- | ---------------------- | ---------------------- | ---------------------- | ---------------------- | ---------------------- | ---------------------- | ---------------------- |
|  | Partidul Social Democrat        | 7          |                        |                        |                        |                        |                        |                        |                        |
|  | Partidul Național Liberal       | 3          |                        |                        |                        |                        |                        |                        |                        |
|  | Partidul Puterii Umaniste       | 2          |                        |                        |                        |                        |                        |                        |                        |
|  | Alianța pentru Unirea Românilor | 1          |                        |                        |                        |                        |                        |                        |                        |

## Istorie
La sfârșitul secolului al XIX-lea, actualul sat era o parte a mahalalei Bughea a Câmpulungului. În 1931, mahalalele sud-vestice au fost desprinse administrativ din corpul orașului, formându-se comuna Bughea de Jos, cu satele Bughea de Jos și Malu.
În 1950, comuna a fost arondată raionului Muscel din regiunea Argeș. În 1968, ea a trecut la județul Argeș, satul Malu trecând între timp la comuna Godeni.

## Monumente istorice

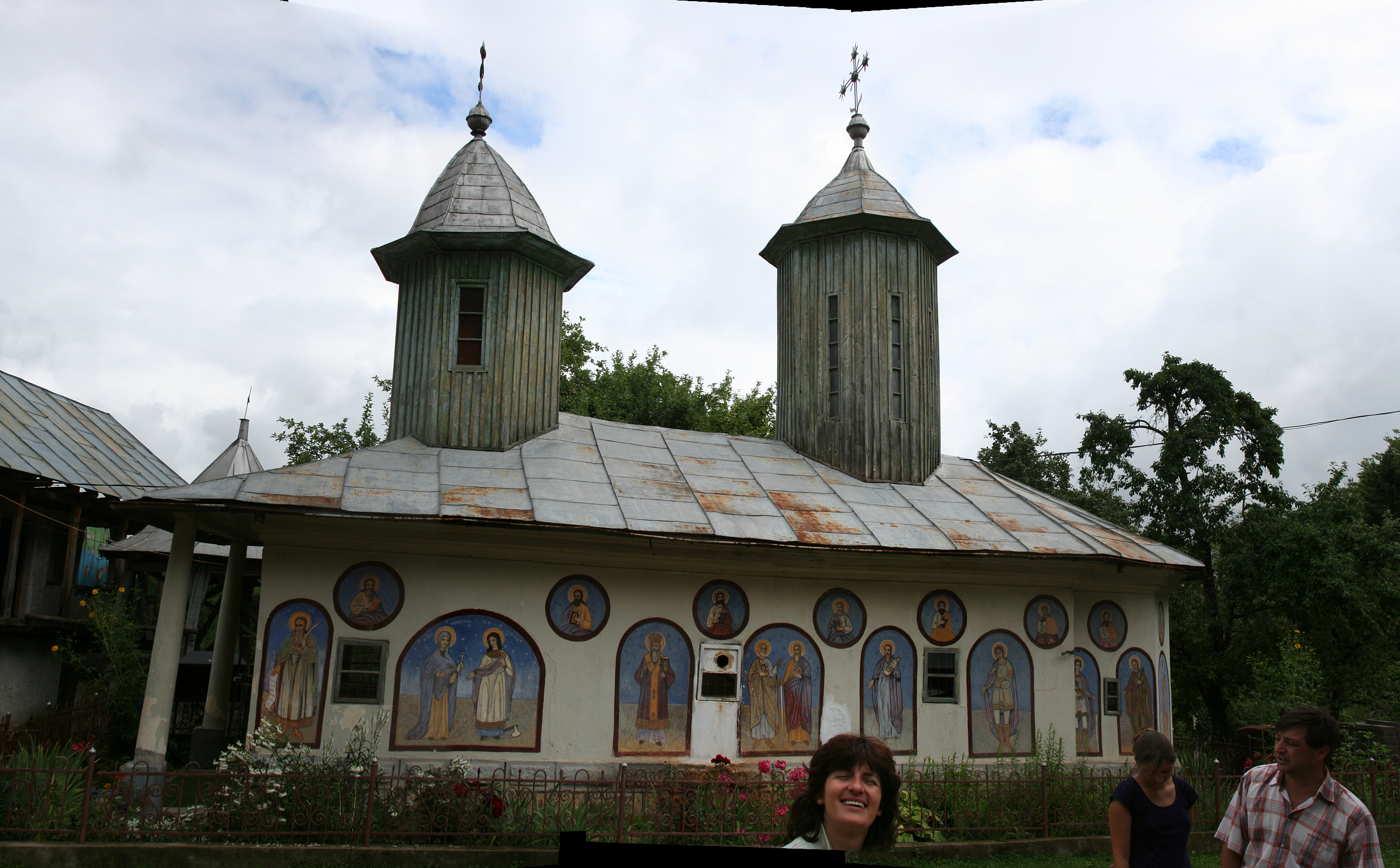
Schitul Ciocanu, monument istoric

În comuna Bughea de Jos se află schitul Ciocanu (secolul al XVII-lea, refăcut în 1825), monument istoric de arhitectură de interes național, ansamblu alcătuit din biserica de lemn „Intrarea în Biserică” (1825) și zidul de incintă. De asemenea, tot ca monumente de interes național sunt clasificate monumentele memoriale sau funerare reprezentate de două cruci de piatră din sud-vestul comunei (în zona denumită local „Hulubești”): cea aflată vis-a-vis de casa Amzică Ana (nr. 617) datând de la 1757; și una aflată vis-a-vis de casa Pâslaru Constantin (nr. 664) datând din 1767.

## Personalități
- Mihail Viorel Bădescu (n. 24 septembrie 1953), inginer chimist, membru titular al Academiei Române.